# Buntu (Ligung)
Buntu is een bestuurslaag in het regentschap Majalengka van de provincie West-Java, Indonesië. Buntu telt 3002 inwoners (volkstelling 2010).